# Патанджалі

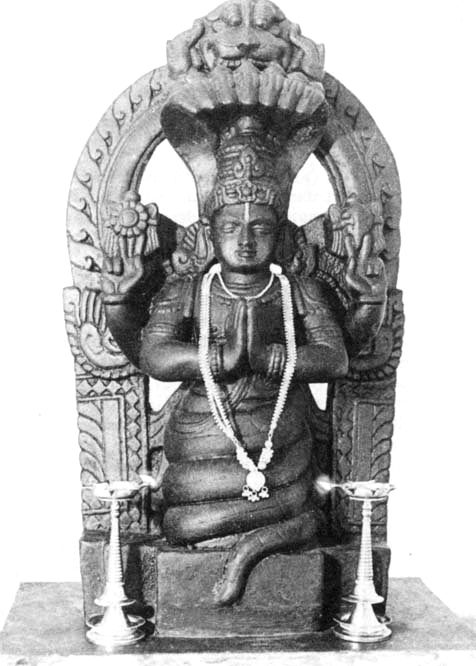
Патанджалі, як втілення Аді Сеші

Патанджалі (деванагарі: पतञ्जलि, patañjali IAST, 2 ст. до н. д.) — древньоіндійський мудрець. В історії Індії було два вчених на ім'я. Один — автор «Йога-сутр» другий — трактату «Магабгаш'я», коментарів до «Аштадг'яї» Паніні. Існують суперечки з приводу того, чи це одна та й сама людина чи різні.

## Авторство
Питання про те, чи насправді дві визначні книги належать одному автору залишається предметом суперечок істориків. Джерелом сумніву є відсутність посилань одного тексту на інший, на відміну від різних творів інших санскритських авторів. В умовах суперечок здебільшого заведено посилатися на обидві праці, як на книги Патанджалі без зайвих уточнень. 
Крім «Магабгасья» та «Йога-сутр» текст 11 ст. «Чарака» Чакрапані приписує перу Патанджалі також медичний трактат «Чаракапратісамскріта», що не зберігся до наших днів. 